# Stefano Bellesini

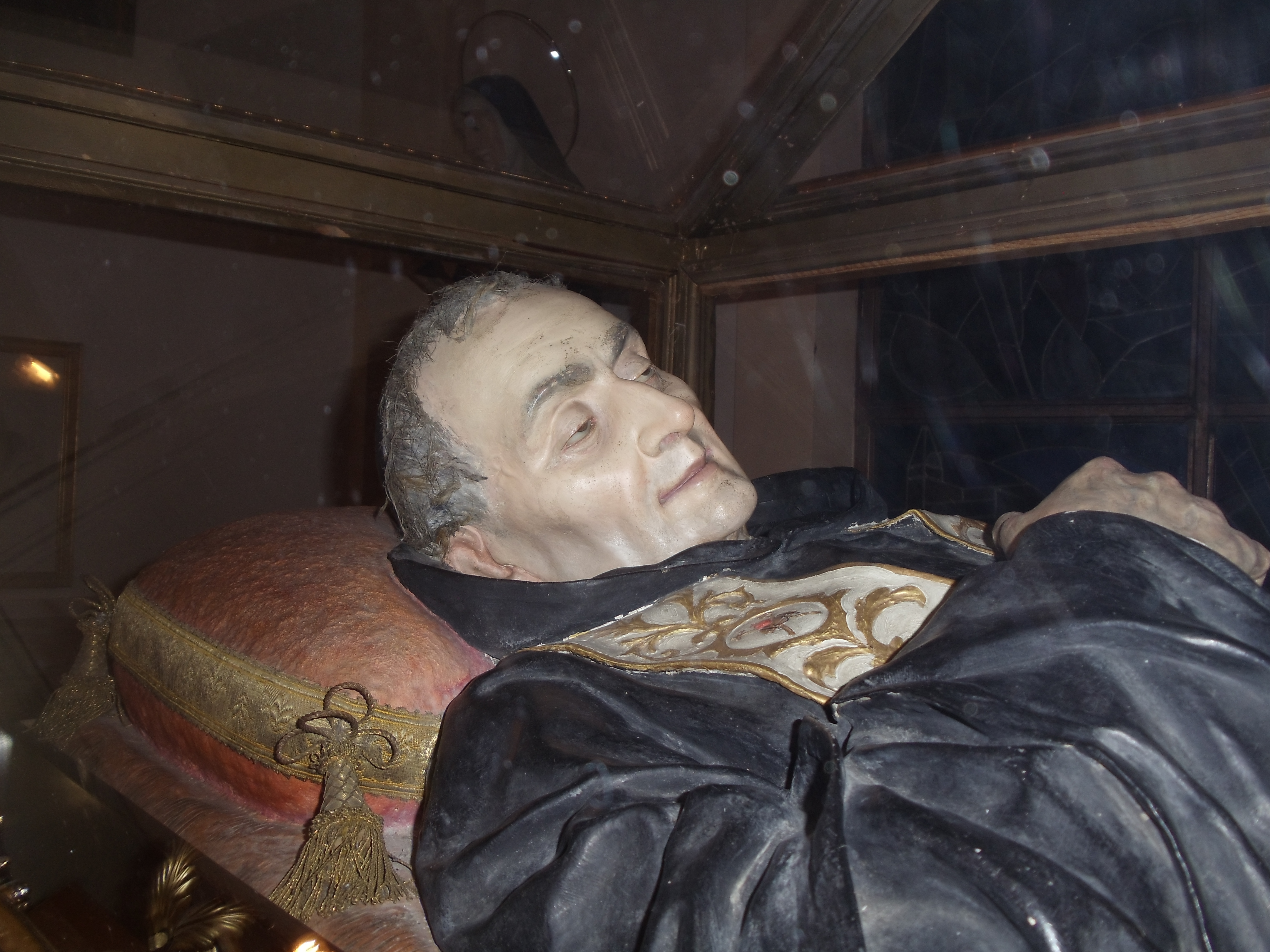
Reliquienschrein mit dem Körper des Seligen

Stefano Bellesini OESA (* 25. November 1774 in Trient; † 2. Februar 1840 in Genazzano) war ein italienischer katholischer Priester, Mitglied der Augustiner-Eremiten (OESA) und wurde 1904 von der katholischen Kirche seliggesprochen.

## Leben
Luigi Bellesini trat am 29. Mai 1793 als Novize in den Augustinerorden in Bologna ein und nahm den Ordensnamen Stefano an. Er legte seine Profess am 31. Mai 1794 ab. Im Herbst 1794 zog er nach Rom, um am dortigen Augustinerkloster Philosophie zu studieren. 1796 – während des Koalitionskriegs – studierte er Theologie in Bologna. Da die napoleonischen Truppen das Kloster schlossen, setzte Bellesini sein Theologiestudium ab dem Herbst 1796 in Trient fort. Dort wurde er am 29. Oktober 1797 zum Diakon geweiht und empfing am 5. November 1797 die Priesterweihe. Wegen seiner Jugend brauchte er hierfür eine päpstliche Dispens. Er verblieb in Trient bei den Augustinern.
Nach der Auflösung seines Klosters im Jahr 1809 im Zuge der Säkularisation begann er in Trient eine umfangreiche Erziehungstätigkeit, insbesondere für arme Kinder und Jugendliche und gründete eine Schule. Schließlich wurde er für Tausende von Schülern verantwortlich. Er gewann das Vertrauen der neuen Autoritäten und wurde 1811 von der österreichischen Regierung zum Generalschuldirektor des Fürstentums Trient ernannt. Im Zuge der Wiedererrichtung des Kirchenstaates im Jahr 1815 und der dortigen Zulassung der Orden zog er 1817 trotz des Widerstands der Regierung des Trentinos wieder zu den Augustinern nach Rom, woraufhin er verbannt wurde, und wurde dort Novizenmeister. Ab 1826 war er Novizenmeister im Augustinerkloster in Genazzano (Latium). 1831 wurde er dort Pfarrer und förderte entscheidend die Wallfahrt zur Mutter vom Guten Rat von Genazzano und die Volksfrömmigkeit zu ihr. Heute wird er vor allem mit di Heiligtum in Beziehung gebracht. Er starb 1840 in Genazzano.
Stefano Bellesini wurde am 27. Dezember 1904 von Papst Pius X. als erster Pfarrer der Neuzeit – noch ein Jahr vor Jean-Marie Vianney, dem Pfarrer von Ars, – seliggesprochen. Unmittelbar nach seiner Seligsprechung entstand eine Initiative, die seine Ernennung zum Patron der Pfarrer erbat. Bellesini ist der erste Selige aus dem Trentino.
Sein Gedenktag in der Liturgie ist der 2. Februar, bei den Augustiner-Eremiten der 3. Februar.